# Soccer Mom (película)
Soccer Mom es una película estadounidense, dirigida por Gregory McClatchy y protagonizada por Missi Pyle y Emily Osment.[cita requerida]

## Sinopsis
Es una comedia sobre una madre que se disfraza para entrenar el equipo de fútbol de su hija.

## Reparto
- Missi Pyle como Wendy Handler.
- Emily Osment como Becca Handler.
- Dan Cortese como Lorenzo Vincenzo.
- Kristen Wilson como Dee Dee.
- Elon Gold como Tony.
- Master P como Wally.
- Ellery Sprayberry como Kelci Handler.
- Dylan Sprayberry como  Sam Handler.